# Zazpiak Bat

Zazpiak Bat

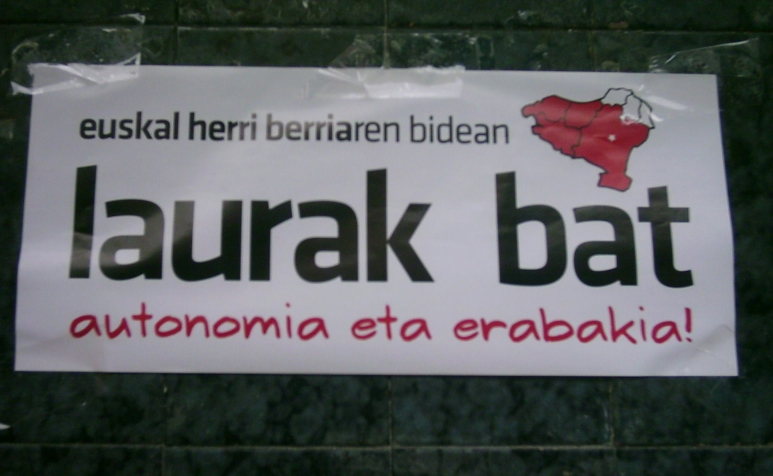
Laurak Bat (Les 4 font un). Photo prise à Zestoa au Guipuscoa

Zazpiak Bat est une expression basque qui signifie « les Sept [provinces] [font] Une », de zazpi (« sept »), ak (« les ») et bat (« un »). Elle fait référence aux sept provinces historiques du Pays basque. 
C'est aussi le nom héraldique des armoiries du Pays basque incluant les sept provinces suivantes : d'une part les quatre provinces espagnoles d'Alava, du Guipuscoa, de Biscaye (formant de nos jours la Communauté autonome basque) et la province constituée par l'ancien royaume de Navarre (aujourd'hui Navarre), de l'autre les trois provinces françaises du Labourd, de Basse-Navarre et de Soule faisant partie des Pyrénées-Atlantiques. Les armoiries sont constituées de 6 parties représentant chaque province, la Navarre et la Basse-Navarre ayant le même blason, celui du royaume de Navarre où les deux actuelles provinces étaient réunies jusqu'au début du XVIe siècle.
La Communauté autonome basque a ses propres armoiries, Laurak Bat (« les Quatre font Une »), qui datent de sa constitution en tant que telle après la mort de Franco. Elles sont formées de quatre parties dont l'une, uniformément rouge, symbolise la Navarre, communauté autonome distincte mais qui, selon la Constitution espagnole, peut décider par référendum de s'y incorporer. C'est un symbole fort tel que le drapeau basque (Ikurriña), la croix basque (Lauburu) et l'Arrano beltza (« l'aigle noir », drapeau datant du Moyen Âge).

## Histoire
En 1643, un Navarrais, Axular, nomme les différents territoires bascophones. En 1836, Augustin Chaho et Antoine Thomson d’Abbadie publient des Études grammaticales sur la langue euskarienne (la langue basque) qu'ils dédient « aux Basques des 7 provinces », en basque : Zazpi Uskal Herrietako Uskalduner. 
Mais c'est à Pampelune que la formule Zazpiak Bat fut lancée pour la première fois par le linguiste navarrais Arturo Campión en 1876 lors de la publication de son livre Consideraciones acerca de la cuestión foral y los carlistas en Nabarra.

## Hommages
Au début des années 1910, Maurice Ravel, qui était originaire de Ciboure, esquissa un concerto pour piano qu'il comptait baptiser Zazpiak Bat. Le projet ne fut jamais achevé.
Zazpiakbat est également le nom donné à un navire terre-neuvier, quatre-mâts fécampois pratiquant la grande pêche sur les bancs de Terre-Neuve.